# Nävlingeåsen
Nävlingeåsen er en grundfjeldshorst bestående af gnejs. Horsten er dannet som konsekvens af kollisionen mellem paleokontinenterne Baltika og Avalonia i Tornquistzonen for omkring 100 millioner år siden. Åsen ligger i det nordøstlige Skåne, mellem Hässleholm og Kristianstad.
Mod Kristianstadssletten i nordøst afgrænses Nävlingeåsen af en 25 kilometer lang forkastningsskrænt, der løber i sydøstlig retning fra området syd for Hässleholm. Også mod dalstrøget syd for Finjasjön er Nävlingeåsen skarpt afgrænset, men falder svagt mod syd. Mod nord består Nävlingeåsen af et plateau af moræneaflejringer, der er magert og overvejende skovbevokset. Plateauet når i vest en højde på 147 moh.